# ヘイル・トゥ・ザ・キング
『ヘイル・トゥ・ザ・キング』（Hail to the King）は、アメリカ合衆国のヘヴィメタル・バンド、アヴェンジド・セヴンフォールドが2013年に発表した6作目のスタジオ・アルバム。2011年よりツアー・ドラマーを務めていたエレン・イラハイが参加した初のアルバムである。

## 背景
ボーカリストのM.シャドウズは、新たに加入したエレン・イラハイについて「彼はとても若くて、アヴェンジド・セヴンフォールドやブレット・フォー・マイ・ヴァレンタインを聴いて育ってきた」「俺たちは彼に（パンテラの）『脳殺』や（メタリカの）『メタル・マスター』を手渡して、『これらのアルバムから学べ。これらのものから学ぶべきだ』と言った」と語っている。
前作『ナイトメア』（2010年）と同様、マイク・エリゾンドがプロデュースして、アンディ・ウォレスがミキシングを担当した。ベーシストのジョニー・クライストによれば、バンドはエリゾンドに薦められてグスターヴ・ホルストの『惑星』等のクラシック音楽を聴き、「これらの作曲家が、歌詞もない状態でどのようにして絵を描くことができるのかを知ろうとして聴いた」とのことである。
7月15日、タイトル曲「ヘイル・トゥ・ザ・キング」が本作からの先行シングルとしてリリースされた。8月には本作がリリースされ、アメリカではデジパック仕様のCD、アルバムのアートワークのカンバス・プリント、フォトブック、バンドのキャラクターである「デス・バット」のコインと鍵が封入された限定ボックス・セットも発売されている。

## 反響
バンドの母国アメリカではリリースから1週間で15万9千枚を売り上げ、Billboard 200では前作『ナイトメア』（2010年）に続く2度目の1位獲得を果たした。また、フィンランドのアルバム・チャートでも、やはり『ナイトメア』に続き2度目の1位獲得を果たす。
全英アルバムチャートでは自身初の1位を獲得した。

## 収録曲
全曲ともアヴェンジド・セヴンフォールド作。
1. シェパード・オブ・ファイアー "Shepherd of Fire" – 5:23
2. ヘイル・トゥ・ザ・キング "Hail to the King" – 5:04
3. ドゥーイング・タイム "Doing Time" – 3:27
4. ディス・ミーンズ・ウォー "This Means War" – 6:09
5. レクイエム "Requiem" – 4:23
6. クリムゾン・デイ "Crimson Day" – 4:57
7. ヘレティック "Heretic" – 4:55
8. カミング・ホーム "Coming Home" – 6:26
9. プラネッツ "Planets" – 5:56
10. アシッド・レイン "Acid Rain" – 6:40

## 参加ミュージシャン
- M.シャドウズ - リード・ボーカル
- シニスター・ゲイツ - ボーカル(on #9)、リードギター、バッキング・ボーカル
- ザッキー・ヴェンジェンス - リズムギター、バッキング・ボーカル
- ジョニー・クライスト - ベース、バッキング・ボーカル
- エレン・イラハイ - ドラムス

アディショナル・ミュージシャン
- パパ・ゲイツ - アウトロ・ギター・ソロ(on #8)
- マイク・エリゾンド - サウンド・エフェクト(on #1, #10)、キーボード(on #6, #7, #8)
- ジェフ・バブコ - ピアノ(on #10)
- デヴィッド・キャンベル - ストリングス・アレンジ、ホーン・アレンジ、指揮
- Charlie Bisharat - ヴァイオリン、コンサートマスター(on #5, #6, #10)
- John Wittenberg, Josefina Vergara, Michelle Richards, Natalie Leggett, Sara Parkins, Songa Lee, Tereza Stanislav - ヴァイオリン(on #5, #6, #10)
- スージー片山 - コントラクター、チェロ(on #1, #5, #6, #9, #10)
- Dane Little - プリンシパル・チェロ(on #5, #6, #10)
- John E. Acosta - チェロ(on #5, #6, #10)
- Ed Meares - コントラバス(on #1, #5, #9)
- Joe Meyer, John Reynolds - フレンチホルン( on #1, #5, #9)
- John Fumo, Rick Baptist - トランペット(on #1, #5, #9)
- Alan Kaplan - トロンボーン(on #1, #5, #9)
- Andrew Martin, Steven Holtman - バストロンボーン(on #1, #5, #9)
- Douglas Tornquist - チューバ(on #1, #5, #9)
- ストーム・リー・ガードナー - ボーカル(on #5)
- ラン・ジャクソン - ボーカル(on #5)
- ジェシ・コリンズ - ボーカル(on #5)
- シャーロット・ギブソン - ボーカル(on #5)
- Rick D. Waserman - ボイス(on #5)
- Brent Arrowood - サウンド・エフェクト(on #1)